# Демократски фронт за поновно уједињење отаџбине
Демократски фронт за поновно уједињење отаџбине (кор. 조국통일민주주의전선) (祖國統一民主主義戰線), формиран 22. јула 1946, је севернокорејски уједињени фронт предвођен Радничком партијом Кореје. У почетку је носио име Севернокорејски отаџбински уједињени демократски фронт. Такође је познат и по имену Отаџбински фронт.  
Три политичке партије Северне Кореје, Радничка партија Кореје, Корејска социјалдемократска партија, и Чондистичка Чонгу партија, све учествују у фронту, мада скоро сву моћ држи Радничка партија. Међу осталим чланицама организације су друштвене и омладинске групе, као што је корејски огранак Пионирског покрета, Ким Ил Сунг социјалистичка омладинска лига и Корејска демократска женска лига.
Сви кандидати за изабране службенике морају да буду чланови фронта, који их и бира; на масовним састанцима се одлучује који кандидати ће бити номиновани, и њихове номинације пролазе само уз одобрење са састанка.